# Celler del Sindicat de Barberà de la Conca
El Celler del Sindicat de Barberà de la Conca, o celler del Sindicat Agrícola (com deien a Barberà de la Conca, per distingir-lo del Celler de la Societat Agrícola està situat a migdia del poble, vora la carretera. Va ser construït entre 1920 i 1921 (l'any 1929 s'acabava la torre de l'aigua) per l'arquitecte Cèsar Martinell i Brunet, per encàrrec de la secció de viticultura del Sindicat Agrícola de Barberà, amb l'ajut econòmic del Banc de Valls. També va ser conegut amb els sobrenoms de Sindicat de Dalt o Sindicat dels Rics.

## Descripció

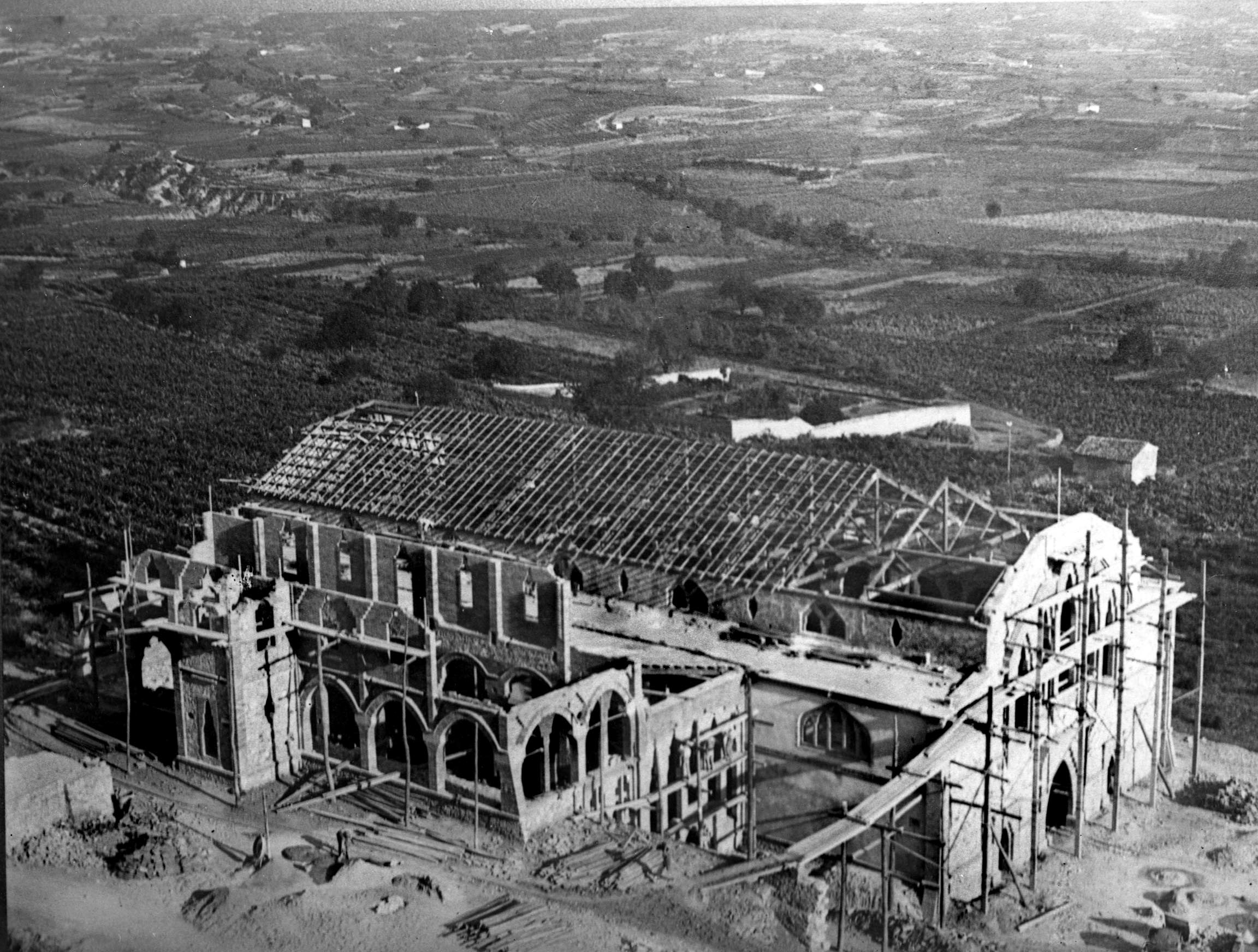
Celler del Sindicat Agrícola en construcció, 1920.

El projecte d'aquest celler incorpora diverses novetats tècniques (constructives i de tecnologia de producció vitivinícola) que es van convertir en invariants pròpies de l'obra de Cèsar Martinell en gairebé tots els seus cellers. Aquestes invariants es concreten en: la construcció de l'estructura de les naus basada en els arcs parabòlics de maó, la situació, arran de terra i elevades, de les finestres per a la ventilació de les naus; la tina, tines cilindriques de formigó de ciment portland armat (que aleshores començava a emprar-se) sobre arcs de maó, a la superfície; els cups separats per cambres aïllants ventilades, al subsòl; i la composició i textures de les façanes.
Pel que fa a la tipologia, el procés de producció del vi s'organitza en tres àrees: el moll de descàrrega, la nau d'elaboració i les naus d'estibatge i fermentació amb les tines i els cups, tipologia que, amb les variants d'organització longitudinal o transversal i adaptació i la topografia del terreny, es va repetint en tots els altres cellers.
L'edifici consta de dues naus rectangulars de dimensions desiguals i disposades paral·lelament, amb cobertes diferents de teula sobre encavallades de fusta i interior resolt en els laterals amb arcs parabòlics alleugerits de maó a plec de llibre. La nau més petita allotja el moll de descàrrega i l'àrea d'elaboració. A sobre hi ha la casa del conserge i adossada a la part nord es troba la torre del dipòsit d'aigua.
El cos principal d'estibatge i fermentació (amb tines i cups) té un pla basilical. Els pilars interiors es ramifiquen longitudinalment i formen arcs parabòlics. Per sobre d'aquests arcs s'aixequen sengles murs diafragmàtics on descansen les encavallades de fusta.
La façana principal, situada a ponent, destaca per la seva composició ordenada en tres nivells segons les textures i materials utilitzats: un primer nivell o sòcol de pedra en el qual s'integren les finestres baixes de ventilació i les tres portes d'accés amb arcs parabòlics; un segon nivell de parament llis on es troben les finestres superiors; i un tercer nivell de coronament de l'edifici.
És especialment notable la torre del dipòsit d'aigua amb una estructura i formalització semblant al campanar barroc de la població, que converteix aquest edifici industrial en una construcció amb entitat arquitectònica que enllaça amb el paisatge i la topografia naturals i amb els antecedents culturals de Barberà de la Conca.

## Història
A Barberà ja hi havia un altre celler des del 1902 (celler de la Societat de Barberà), propietat de la Societat Agrícola de Barberà, cooperativa constituïda per petits propietaris i parcers. El Sindicat Agrícola de Barberà, format pels grans propietaris, va encarregar la construcció d'un nou celler a l'arquitecte Cèsar Martinell i Brunet. Col·laboraren en el projecte l'enòleg Isidre Campllonch i l'enginyer ecòleg Imbert. El constructor fou Ramon Baixeres, de Barcelona. A partir de la Llei de cooperatives aprovada per la Generalitat el desembre de 1934, les dues entitats es fusionaren.
En el Celler del Sindicat de Barberà de la Conca i en les construccions agràries d'aquest període destaca, a més dels valors arquitectònics, el fet que representen la manifestació arquitectònica visible del que va ser el cooperativisme agrari a Catalunya des de finals del segle xix, un moviment que es va estendre per la Conca de Barberà, el Priorat, l'Alt Camp, el Baix Camp i la Segarra, i que socialment va quedar interromput per la Guerra Civil, deixant, això no obstant, una notable implantació cultural i arquitectònica.
Una visió detallada dels aspectes econòmics, tècnics i socials a més de la cronologia de la construcció es poden veure a Fuguet, 2016.
Fou declarat Bé Cultural d'Interès Nacional al DOGC núm. 3722 del 18/09/2002. El codi BCIN és 1952-MH, i el BIC, RI-51-0010771.